# Rozsdafoltos macska
A rozsdafoltos macska (Prionailurus rubiginosus) az emlősök (Mammalia) osztályának ragadozók (Carnivora) rendjébe, ezen belül a macskafélék (Felidae) családjába tartozó faj.

## Előfordulása
A rozsdafoltos macska előfordulási területe a korábbi tudásunk szerint India déli részein és Srí Lankán - ez utóbbin csak két állományról tudunk, egyik a száraz területeken él, míg a másik a szigetország mocsaras vidékein - volt. Azonban 2012 és 2016 között, a természetbe kihelyezett fényképezőgépek segítségével, észrevették Nepálban, valamint India északibb részein is.
Az élőhelyének elvesztése és az illegális vadászata veszélyezteti. Az ember táplálkozási célokból és kártevőnek vélt mivoltából is pusztítja ezt a macskafélét.

## Alfajok
- Prionailurus rubiginosus rubiginosus I. Geoffroy Saint-Hilaire, 1831 – India
- Prionailurus rubiginosus phillipsi Pocock, 1939 – Srí Lanka; szinonimája: Prionailurus rubiginosus koladivius Deraniyagala, 1956

## Megjelenése
A rozsdafoltos macska igen kis termetű, a hossza 35–48 centiméter, a farokhossza 15–30 centiméter, tömege 0,9-1,6 kilogramm. Rozsdás-barna foltjairól kapta a nevét, ezek szürke alapon ülnek; a hasi része fehér, nagy sötét foltokkal. A farka vastag, általában feleakkora, mint a teste és a foltok elmosódottak. A fején hat sötét csík húzódik; ezek a pofát és a homlokot díszítik.

## Életmódja
Habár már új területeken is észrevették, továbbá sokféle élőhelyhez képes alkalmazkodni - köztük nedves, alföldi esőerdőkhöz, szárazabb lombhullató erdőkhöz, bozótosokhoz, füves pusztákhoz és mocsarakhoz - a rozsdafoltos macska különböző állományai nem foglalnak el nagy területeket. Élőhelyének kiválasztásakor a sűrű növényzetet és a sziklás helyeket veszi figyelembe. Nem háziállat, de könnyű az emberhez szoktatni. A vadonban eddig alig tanulmányozták, azonban a fogságban tartott példányoktól tudjuk, hogy nagyjából éjszaka tevékeny; nappal fákon vagy barlangokban pihen. Főleg rágcsálókkal és madarakkal táplálkozik, de étrendjét békákkal, gyíkokkal és rovarokkal egészíti ki. Inkább a talajon vadászik, a fára a saját ragadozói elől menekül fel. Fogságban mind a két nemű állat megjelöli kifutóját, tehát a vadonban külön élnek.

## Szaporodása
65-70 napos vemhesség után az anyaállat 1-2 kölyöknek ad életet. Születésekor a kismacska 60-77 grammos, és számos csíkokba rendeződött fekete pont borítja. Körülbelül 68 hetesen válik ivaréretté. Fogságban elérheti a 12 éves kort is.

## Képek

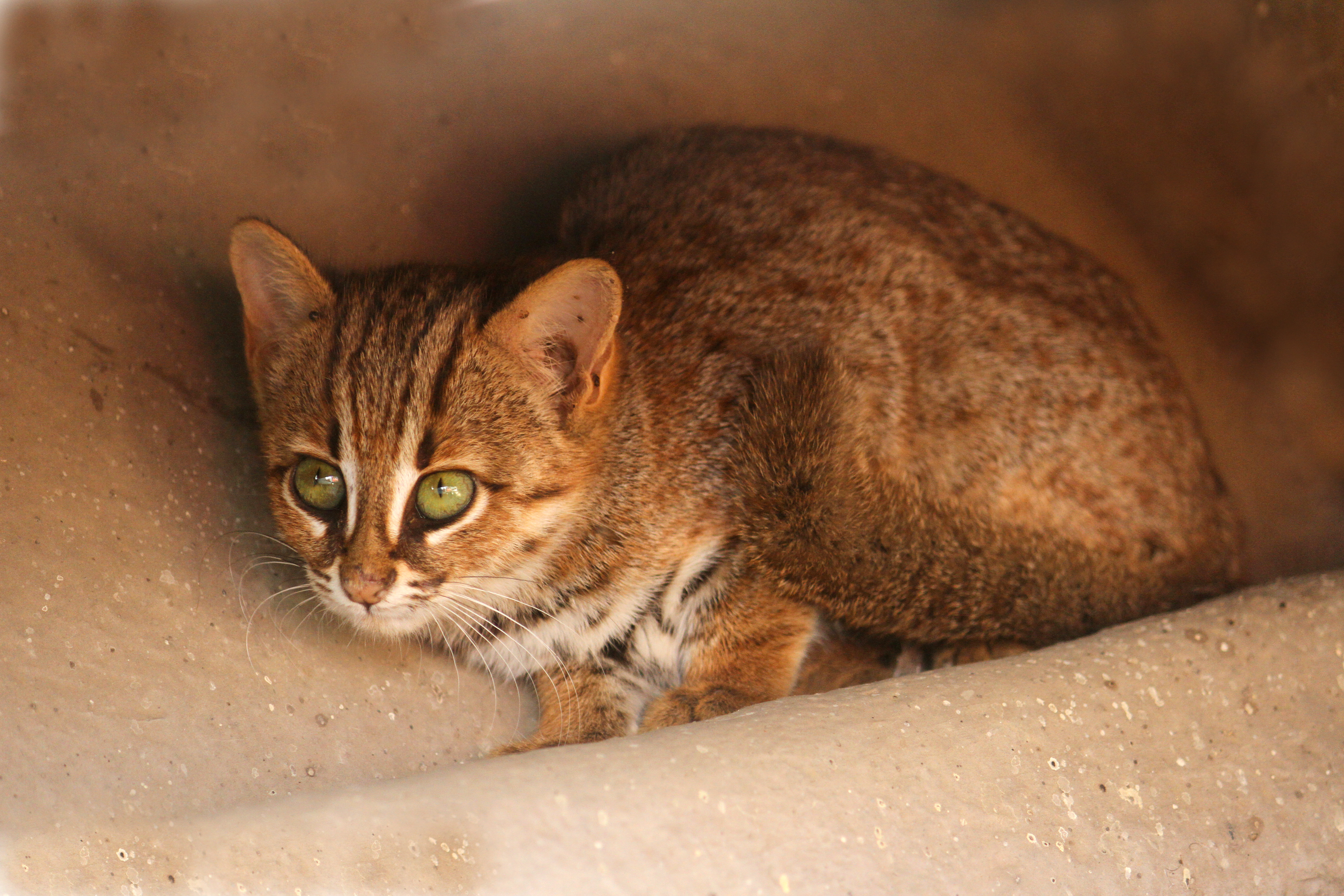
Fogságban
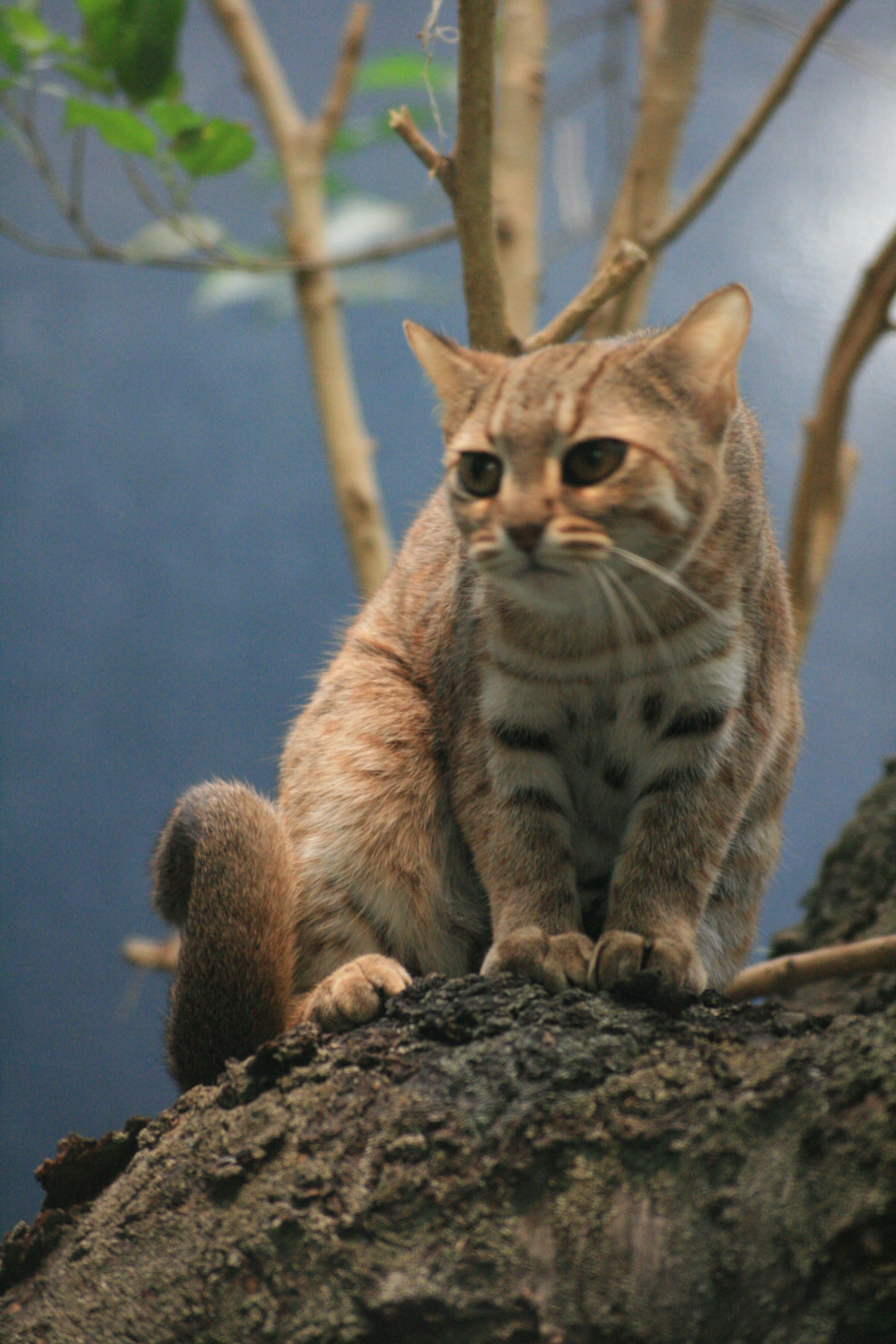
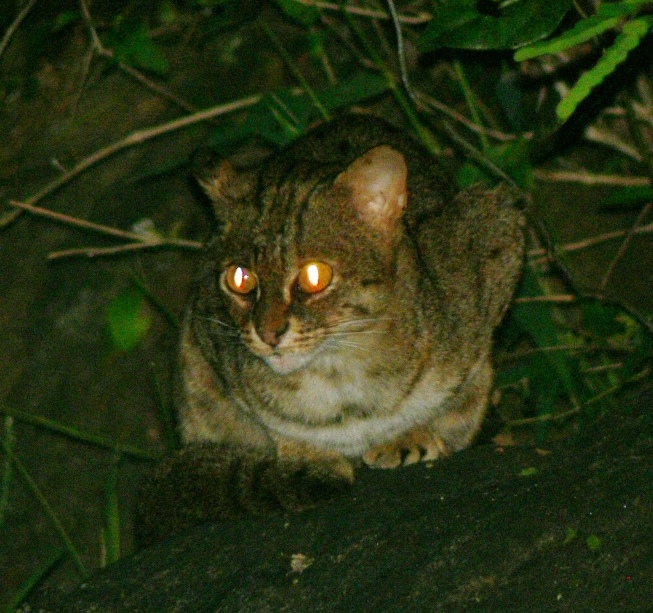
A szabad természetben
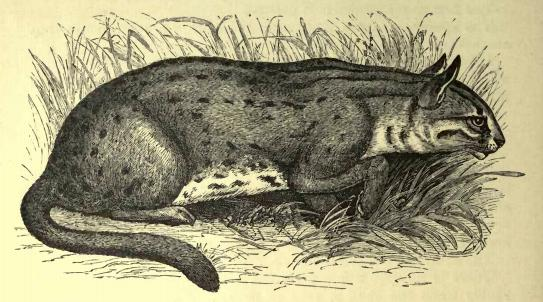
Régi rajz az állatról

### Fordítás
- Ez a szócikk részben vagy egészben  a   Rusty-spotted cat című angol Wikipédia-szócikk ezen változatának fordításán alapul.  Az eredeti cikk szerkesztőit annak laptörténete sorolja fel. Ez a jelzés csupán a megfogalmazás eredetét és a szerzői jogokat jelzi, nem szolgál a cikkben szereplő információk forrásmegjelöléseként.